# Вестник Европы (1866—1918)
Вестник Европы (Вѣстникъ Европы; Вісник Європи) — російський літературно-політичний місячник помірно ліберальної орієнтації, що випускався з 1866 по 1918 рік у Санкт-Петербурзі (продовжував традицію однойменного журналу, заснованого в 1802 році М. М. Карамзіним). До 1868 року виходив щоквартально, з 1869 року — щомісячно. Редактор-видавець М. М. Стасюлевич (з 1866 по 1908 рік). У журналі переважна увага приділялася історії і політиці.